# Frank van den Broek
Frank van den Broek (Warmond, Países Bajos, 28 de diciembre de 2000) es un ciclista profesional neerlandés, que pertenece al equipo Team Picnic PostNL. Su primera gran vuelta fue el Tour de Francia 2024.

## Carrera deportiva
En la primera etapa del Tour de Francia 2024, formó parte de la escapada durante todo el día. A falta de 50 kilómetros, se unió a él en la fuga su compañero de equipo Romain Bardet, llegando ambos a la línea de meta con 5 segundos de ventaja sobre el resto del pelotón, finalizando Romain en primer lugar. De esta forma, inició el Tour como segundo en la general, además de liderar la clasificación de los jóvenes, de los puntos y ser el ciclista más combativo de la etapa.

## Palmarés
2023
- Ronde de l'Oise, más 1 etapa
- 1 etapa de la Vuelta al Lago Qinghai
- 1 etapa del Tour de Alsacia

2024
- Tour de Turquía, más 1 etapa

## Resultados

### Grandes Vueltas y Campeonatos del Mundo
| Carrera         | Carrera         | 2023 | 2024 | 2025 |
| --------------- | --------------- | ---- | ---- | ---- |
|                 | Giro de Italia  | —    | —    | —    |
|                 | Tour de Francia | —    | 62.º | 39.º |
|                 | Vuelta a España | —    | —    | —    |
| Mundial en Ruta | Mundial en Ruta | —    | Ab.  | —    |

―: no participa
Ab.: abandono

## Equipos
- ABLOC CT (2023)
- Development Team dsm-firmenich (2023)
- DSM/Picnic (2024-)
  - Team dsm-firmenich PostNL (2024)
  - Team Picnic PostNL (2025-)